# 1941 في فنزويلا
فيما يلي قوائم الأحداث التي وقعت خلال عام 1941 في فنزويلا.

## سياسة

### تعيين في المنصب
- 5 مايو – ازاياس أنغاريتا رئيس فنزويلا.

## رياضة
- 1 يناير – الدوري الفنزويلي الممتاز 1941 الفائز Litoral S.C. [الإنجليزية]‏.

## مواليد

### أبريل
- 1 أبريل – هوغو خوسيه غارسيا هرنانديز دبلوماسي فنزويلي.

### يوليو
- 6 يوليو – بيدرو كارمونا عالم اقتصاد فنزويلي.
- 6 يوليو – هوراسيو إستيفيز منافِس ألعاب قوى فنزويلي.

### أكتوبر
- 28 أكتوبر – دوريس ولز ممثلة فنزويلية.[1]

### نوفمبر
- 29 نوفمبر – روبرتو رودريغيز لاعب كرة قاعدة فنزويلي.

## وفيات

### يناير
- 10 يناير – فيكتورينو ماركيز بوستيلوس (مواليد 1858)